# William Henry Preece
William Henry Preece (Caernarfon (Gwynedd), 15 februari 1834 – Penrhos (Gwynedd), 6 november 1913) was Welsh elektrotechnicus en uitvinder. Hij speelde een belangrijke rol in de ontwikkeling en introductie van telefonie en draadloze telegrafie in Groot-Brittannië.

## Biografie
Sir William Henry Preece, geboren en getogen in Wales, doorliep de King's College School en het King's College Londen. Daarna studeerde hij aan de Royal Institution in Londen onder Michael Faraday, die bij hem de belangstelling opwekte voor de elektrotechniek en telegrafie. Later werkte hij voor de London and South Western Railway, vanaf 1870 was hij raadgevend ingenieur voor de telegraafdiensten van de Post Office en in 1892 werd hij benoemd tot hoofdingenieur van de British General Post Office. Hierbij ontwikkelde hij vele uitvindingen en verbeteringen, waaronder een spoorwegsignaleringssysteem dat de veiligheid van het treinverkeer verhoogde.
In 1865 werd Preece in Nederlandse kranten vermeld als de uitvinder van een toestel waarmee in een trein "(...) eene elektrische kommunikatie tusschen de passagiers en kondukteurs" tot stand gebracht kon worden.
In 1885 experimenteerde hij samen met Arthur West Heaviside (divisie-engineer bij de British General Post Office en de oudere broer van Oliver Heaviside) met parallelle telegrafieleidingen en een draadloze telefoonontvanger, waarbij ze bij toeval radio-inductie (overspraak) ontdekten.
Als pionier op het gebied van draadloze telegrafie bedacht hij in 1892 een eigen systeem. Daarvoor had hij reeds met een radiobron een morsebericht verstuurd en ontvangen over een afstand van 1 mijl over Coniston Water (Lake District). In 1897, toen Guglielmo Marconi met zijn radio-experimenten begon vanuit Lavernock Point in Zuid-Wales, werd Preece een van Marconi's ijverigste aanhangers. Hij zorgde ervoor dat Marconi vanuit de Post Office de benodigde financiële ondersteuning kreeg voor diens werkzaamheden.
Tevens introduceerde Preece de eerste telefoons van Bell in Groot-Brittannië. Tussen april 1898 en november 1899 was hij voorzitter van de Institution of Civil Engineers. In 1899 werd hij geridderd.
Hij had een langdurige rivaliteit met Oliver Heaviside over zijn traditionele ideeën rond elektriciteit. Heaviside vatte ze spottend samen als "the drain-pipe theory" (de afvoerpijptheorie), omdat Preece voor zijn gedachte-experimenten bleef vasthouden aan een analogie tussen elektriciteit en water. De theoretische wetten voor elektromagnetische golven, die waren opgesteld door James Clerk Maxwell, heeft hij nooit begrepen.